# Лионское восстание (1831)
Лионское восстание (франц. Révolte des canuts,21 ноября — 1 декабря 1831 года) — восстание рабочих (преимущественно ткачей), недовольных налоговой политикой городских властей.

## Предыстория
Причиной восстания стали экономические факторы. Осенью 1831 года, на фоне экономического спада, на ткачей был наложен новый налог «патентный сбор». В то же время фабриканты отказали увеличить расценки и соответственно заработную плату ткачей. Это вызвало среди них недовольство. 25 октября колонны ткачей собрались у здания префектуры. После четырёхчасового обсуждения был принят тариф, по которому оплата ткачам повышалась.
Однако вскоре купцы-фабриканты направили в правительство докладную записку, в которой жаловались на иностранную конкуренцию и обвинили ткачей в бесхозяйственности. После благосклонного приёма в столице лионские фабриканты отказались исполнять ранние договорённости.

## Восстание
Восстание в Лионе подняли рабочие шёлкоткацкой мануфактуры, после чего к повстанцам присоединились рабочие других отраслей производства. Изначально ткачи не готовились к восстанию. Цель мирной демонстрации состояла в том, чтобы принудить предпринимателей и купцов соблюдать принятый ранее тариф сдельных расценок.
Утром 21 ноября 1831 года участники демонстрации собрались в предместье Лиона Круа-Русcе. Безоружная толпа двинулась в город. Около города их обстрелял батальон национальной гвардии. Начальник пикета дал приказ «Сметите с дороги эту рваную сволочь». После этого лионские ткачи взялись за оружие. Лозунгом восстания стали слова «Жить, работая, или умереть сражаясь!». После трёхдневной борьбы им удалось овладеть городом. Там повстанцы создали революционный муниципалитет. По городу распространяется антиправительственная прокламация: «Лионцы! Вероломные городские властители фактически потеряли право пользоваться общественным доверием; гора трупов разделяет нас с ними… Никакое соглашение невозможно».
Известие о том, что второй по величине город Франции восстал, потребовало от центральной власти решительных действий. Король Луи-Филипп I с одной стороны выделил 640 тысяч франков из своих собственных средств для размещения заказов лионской шёлкоткацкой мануфактуры и одновременно направил войска под командованием наследного принца герцога Орлеанского и военного министра маршала Сульта в Лион.
Король просил Сульта подавить восстание без кровопролития:
|  | Важным моментом является подавление восстания без чрезмерного кровопролития и без каких-либо уступок. ... Вы должны быть строгим. ... Когда я говорю строгим, я не предполагаю экзекуций, и думаю кому-кому, а Вам это говорить необязательно. |

3 декабря правительственные войска вступили в город без боя. Организаторы восстания были схвачены, 10 тысяч было выслано из Лиона. Власть пошла на уступки ткачам. Патентный сбор был отменён.

## Символика
Символом восстания ткачей в Лионе в 1831 году стал чёрный флаг.

## Последствия
Восстание в Лионе стало одним из первых восстаний рабочих. После его подавления парижские республиканцы направили своих эмиссаров в город. Им удалось создать подпольную сеть революционеров. В 1834 году было поднято второе восстание, которое подавили в ходе «кровавой недели» (фр. Sanglante semaine). Третье Лионское восстание произошло в 1848 года во время революции по свержению Июльской монархии.
По мнению Ф. Энгельса, восстания лионских ткачей, наряду с подъемом пролетарского движения в Англии (чартизм) и восстанием силезских ткачей, означали выход рабочего класса на историческую арену, показав, что классовая борьба между пролетариатом и буржуазией выступила «на первый план в истории наиболее развитых стран Европы, по мере того, как там развивались, с одной стороны, крупная промышленность, а с другой — недавно завоеванное политическое господство буржуазии». Лионские восстания рабочих стали точкой отсчета, с которой ведётся история самостоятельного рабочего движения.